# Aghiatrias
Aghiatrias je český avantgardní hudební soubor, vytvářející originální soudobou vážnou hudbu s prvky dark ambientu a industriálu, pro kterou jsou typické symfonicky mohutné skladby složitých zvukových struktur stejně jako abstraktní hudební obrazce v prostředí hluboce se rozevírajícího zvukového prostoru. Úspěšně koncertují jak ve střední, tak prakticky celé západní Evropě a Spojených státech. Aghiatrias vydali dosud čtyři, typicky konceptuálně pojatá alba. Koncertní činnost v Česku se omezuje především na specificky zaměřené hudební festivaly.

## Členové
- Vladimír Hirsch – skladatel, klávesové nástroje, samplery, bicí nástroje, zpěv, počítačová technika
- Tom Saivon – samplery, počítačová technika, produkce

Příležitostným členem souboru je zpěvačka, klávesistka a performerka Martina Sanollová, která participuje na některých albech souboru, především však na jeho koncertní činnosti. Vystoupení skupiny je doplňováno autorskou projekcí z dílny videomakera Orxe.

## Historie a profil souboru
Vladimír Hirsch a Tom Saivon spolupracují od roku 1995, kdy společně se zpěvačkou Martinou Sanollovou založili symfo-industriální soubor Skrol. Projekt Aghiatrias vznikl v roce 1999 jako jeho abstraktnější a agresivnější odnož, pracující s bohatším arzenálem zvukových struktur a je jakousi extrapolací spojení neoklasicistních (Hirsch) a noisových (Saivon) tendencí uvnitř původního seskupení. Podstatou projektu je uchopení obou způsobů tak, aby si navzájem předaly své principiální formální atributy, a to jak na základě ostré konfrontace, tak vstřícného oboustranného vnímání, které má vyústit ve sjednocení zdánlivě nesmiřitelných světů. Děje se tak prostřednictvím hudební symboliky jejich transubstanciace v jednu nedělitelnou podstatu. Tato idea vzniká na konci roku 1998, první album Field Mass je dokončeno na konci roku 2000, kdy je i poprvé koncertně představeno. Po formální stránce má koncepci klasického útvaru mše s jejími liturgickými částmi, zasazenými do jednoduchého ústředního dějového rámce. Jedná se o dramatickou skladbu, kde téma nekončí jednoznačným řešením. Druhým albem souboru je Epidaemia vanitatis, další krok seskupení na cestě integrace tonálního do atonálního, klasického do postindustriálního, atd. To však je jen hudebně-teoretický popis, jde o zralejší přerod formy do morfologicky čistší struktury. Třetí album Regions Of Limen je hudební symbolikou proniknutí do podprahových struktur vnímání. Jedná se o podtržení role neuchopitelného “vyššího” vědomí coby transcendentální integrované formace jsoucna. Jakkoli formálně jsou skladby vedeny abstraktním, jakoby vlajícím duchem, v jejich stavbě je výrazně patrný typický vnitřní i vnější řád. Dark-ambientní projekt se vnořenějším a meditativnějším pojetí, s využitím poněkud odlišných prostředků, avšak bez odchylky z vytyčené cesty, soubor pouze prochází jiným charakterem krajiny. V současné době vychází v pořadí čtvrté konceptuální album Ethos. Jeho role je ve znázornění určitého kodexu, stojícího nad vším, nikoli však proto, aby definoval a ovládal.

## Diskografie
Alba:
- Field Mass, CatchArrow Recordings, CD, 2000 (47 minut)
- Epidaemia Vanitatis, Integrated Music Records, CD, 2002 (45 minut)
- Regions Of Limen, Epidemie Records, CD, 2004 (69 minut)
- 'Ethos, Epidemie Records, CD, 2006, (54 minut)

Živé nahrávky:
- Live At Middle East, záznam koncertu v rámci amerického turné souboru (Boston, „Middle East Club“), CD, 2001 (50 minut)

Kompilace:
- A Rainy November Day In Wroclaw, Amplexus Records, CD, 2005, (skladba „Syncrasia“)